# 欧尼亚 (热尔省)
欧尼亚（法語：Augnax，法語發音：[oɲa]）是法国热尔省的一个市镇，属于欧什区。

## 地理
欧尼亚（43°43'20"N, 0°46'32"E）面积4 平方千米，位于法国奧克西塔尼大區热尔省，该省份为法国西南部内陆省份，北起顺时针与洛特-加龙省、塔恩-加龙省、上加龙省、上比利牛斯省、大西洋比利牛斯省和朗德省接壤。
与欧尼亚接壤的市镇（或旧市镇、城区）包括：皮卡斯基耶、克拉斯特、圣安托南、圣索维。

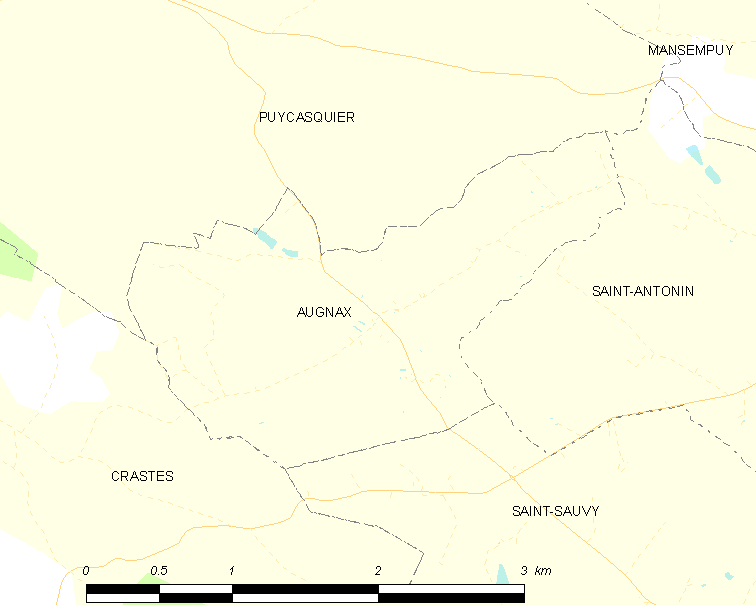
的OSM定位图

欧尼亚的时区为UTC+01:00、UTC+02:00（夏令时）。

## 行政
欧尼亚的邮政编码为32120，INSEE市镇编码为32014。

## 政治
欧尼亚所属的省级选区为欧什加斯科涅县。

## 人口

1962-2008年间人口变化图示

欧尼亚于2022年1月1日时的人口数量为126人。